# Kornel Morawiecki
Kornel Andrzej Morawiecki (AFI: ['kɔrnɛl 'andʐɛj mɔra'vʲɛt͡skʲi]; Varsovia, 3 de mayo de 1941-Ibidem, 30 de septiembre de 2019) fue el fundador y líder de Solidaridad en Lucha (en polaco: Solidarność Walcząca), una de las escisiones más radicales del movimiento Solidaridad en la Polonia de los años 1980.
Fue un físico teórico, y también fue miembro del Sejm en la VIII legislatura de la Polonia actual. Desde el 12 de noviembre de 2015, fue el mariscal sénior del Sejm. Su hijo Mateusz Morawiecki fue primer ministro de Polonia. y anteriormente presidente del Bank Zachodni WBK.

## Biografía
Fue hijo de Michał y Jadwiga (nacida Szumańska). En 1958 se graduó del gimnasio Adam Mickiewicz de Varsovia. En 1963 se licenció en ciencias físicas en la Universidad de Breslavia, y en 1970 completó su doctorado en teoría cuántica de campos bajo la supervisión de Jan Rzewuski. Trabajó como investigador en la Universidad de Breslavia, primero en el Instituto de Física y después en el de Matemáticas. Después de 1973, trabajó en la Universidad Politécnica de Breslavia.
En 1968, participó en protestas estudiantiles y manifestaciones. Después de que el gobierno reprimiera las protestas estudiantiles, Morawiecki, junto con varios amigos, editó, imprimió y distribuyó panfletos de denuncia contra el gobierno comunista por dicha represión.
En 1979, empezó a trabajar como editor del periódico clandestino Boletín de Baja Silesia (en polaco: Biuletyn Dolnośląski) junto con Jan Waszkiewicz. Fue elegido delegado para el Primer Congreso Nacional del sindicato Solidaridad.
A finales de mayo de 1982, junto con Paweł Falicki, fundó la «Organización de Solidaridad en Lucha», que fue una organización política única entre los países del bloque oriental al ser el único grupo que, desde el principio de su existencia, reclamaba el fin del comunismo en Polonia. y otros satélites soviéticos, el establecimiento de gobiernos soberanos independientes de Moscú, la disolución de la Unión Soviética, la separación de las repúblicas soviéticas en nuevos Estados y la reunificación de Alemania con las fronteras delimitadas por el Acuerdo de Potsdam. Aunque con el tiempo todas estas reivindicaciones se acabaron cumpliendo, cuando se creó la organización se consideraban bastante radicales e irrealizables, incluso entre los propios disidentes.
Sin embargo, Solidaridad en Lucha también rechazó el uso de la violencia para alcanzar sus objetivos. Tras la declaración de la ley marcial en Polonia en 1981, Morawiecki se convirtió en uno de los hombres más buscados del país. En 1984, por orden del general Czesław Kiszczak, el Ministerio de Interior creó un equipo especial para vigilar varias docenas de localizaciones adonde las autoridades consideraban que podía ir.
El 9 de noviembre de 1987, tras seis años de actividades clandestinas, fue descubierto y detenido por la Służba Bezpieczeństwa (policía secreta) en Breslavia, trasladado inmediatamente en helicóptero a Varsovia y encarcelado en la prisión de Rakowiecka. A pesar de su captura, no se encontró a ninguno de sus compañeros ni a quienes ayudaron a ocultarlo a lo largo de seis años. Tampoco se encontraron los archivos de la organización. A finales de abril de 1988, las autoridades comunistas, que intentaban librarse de personas «difíciles», le concedieron la oportunidad de viajar a Roma para recibir un necesario tratamiento médico. Se le garantizó el derecho a volver a Polonia por mediación de la Iglesia católica. Sin embargo, tres días después, al intentar regresar a su país, se le confiscó el pasaporte y fue deportado del aeropuerto de Varsovia a Viena, aunque consiguió volver a entrar ilegalmente en Polonia en septiembre de 1988 haciéndose pasar por un delegado canadiense en materia de derechos humanos.
Tras la caída del comunismo en Polonia, Morawiecki registró su candidatura a la presidencia de Polonia en 1990, pero al final no pudo reunir las 100 000 firmas requeridas. Durante su campaña electoral televisada, volteó una mesa redonda de forma simbólica, haciendo referencia a los Acuerdos de la Mesa Redonda, que, desde su punto de vista, hacía demasiadas concesiones a los comunistas.
Por su activismo a favor de una Polonia independiente, el gobierno de Polonia en el exilio bajo la presidencia de Kazimierz Sabbat le otorgó la Cruz de Oficial de la Orden Polonia Restituta. En junio de 2007, en el 25.º aniversario de Solidaridad en Lucha, rechazó la concesión de Gran Cruz de la Orden Polonia Restituta por el presidente de Polonia, alegando que la organización a la que representaba merecía la distinción más elevada del Estado, la Orden del Águila Blanca. El primer ministro de la República Checa Mirek Topolánek le otorgó la Medalla Karel Kramář por su oposición a la invasión de Checoslovaquia por el Pacto de Varsovia en 1968.
Fue uno de los candidatos a la presidencia de Polonia en las elecciones de 2010, pero recibió un exiguo 0,13 % de los votos y no llegó a la segunda ronda. En las elecciones parlamentarias de 2015, encabezó la lista Kukiz'15 de Paweł Kukiz en la circunscripción de Breslavia. En abril de 2016, protagonizó un escándalo cuando, al encontrarse mal, se fue del parlamento dejando su tarjeta de miembro del Sejm en el mecanismo de votación y permitiendo así que la parlamentaria Małgorzata Zwiercan votase por él. El partido Plataforma Cívica notificó esta irregularidad a la Procuraduría Nacional. Morawiecki dejó Kukiz'15 y empezó a organizar su propio partido junto con Zwiercan, que fue expulsada del club parlamentario.
Trabajó en el Instituto de Matemáticas de la Universidad Politécnica de Breslavia.